# Municipio de Orient (Iowa)
El municipio de Orient (en inglés: Orient Township) es un municipio ubicado en el condado de Adair en el estado estadounidense de Iowa. En el año 2000 el municipio tenía una población de 591 habitantes y una densidad poblacional de 6,5 personas por km². Además, su territorio contiene una ciudad, Orient.

## Geografía
El municipio de Orient se encuentra ubicado en las coordenadas 41°12′08″N 94°24′50″O / 41.20222, -94.41389..